# Pentadactyla japonica
Pentadactyla japonica is een zeekomkommer uit de familie Phyllophoridae.
De wetenschappelijke naam van de soort werd in 1881 gepubliceerd door Emil von Marenzeller von.